# Inter Club Brazzaville
Inter Club Brazzaville – kongijski klub piłkarski grający w pierwszej lidze kongijskiej, mający siedzibę w mieście Brazzaville.

## Sukcesy
- I liga (2[1]):
  - mistrzostwo (2): 1988, 1990
  - wicemistrzostwo (1): 1994

- Puchar Konga (7[2]):
  - zwycięstwo (3): 1978, 1985, 1987
  - finał (2): 1994, 1995

| Sezon | Rozgrywki                 | Runda       | Kraj                     | Klub                         | Dom | Wyjazd | Dwumecz      |
| ----- | ------------------------- | ----------- | ------------------------ | ---------------------------- | --- | ------ | ------------ |
| 1978  | Puchar Zdobywców Pucharów | 1           | Wybrzeże Kości Słoniowej | SC Alliance                  | 0–0 | 4–1    | 4–1          |
| 1978  | Puchar Zdobywców Pucharów | 2           | Algieria                 | NA Hussein Dey               | 1–2 | 0–3    | 1–5          |
| 1988  | Puchar Zdobywców Pucharów | 1           | Gabon                    | USM Libreville               | 0–0 | 1–1    | 1–1          |
| 1988  | Puchar Zdobywców Pucharów | 2           | Wybrzeże Kości Słoniowej | ASC Bouaké                   | 1–0 | 1–1    | 2–1          |
| 1988  | Puchar Zdobywców Pucharów | ćwierćfinał | Kenia                    | Gor Mahia                    | 4–1 | 1–2    | 5–3          |
| 1988  | Puchar Zdobywców Pucharów | półfinał    | Nigeria                  | Ranchers Bees FC             | 1–0 | 0–2    | 1–2          |
| 1989  | Puchar Mistrzów           | 1           | Angola                   | Atlético Petróleos de Luanda | 2–1 | 2–2    | 4–3          |
| 1989  | Puchar Mistrzów           | 2           | Nigeria                  | Iwuanyanwu Nationale         | 2–1 | 1–2    | 3–3 (k. 5–4) |
| 1989  | Puchar Mistrzów           | ćwierćfinał | Maroko                   | Raja Casablanca              | 1–0 | 0–2    | 1–2          |
| 1991  | Puchar Mistrzów           | 1           | Burundi                  | Vital’O FC                   | 2–1 | 0–1    | 2–2          |
| 1995  | Puchar CAF                | 1           | Gabon                    | Petrosport FC                | 0–2 | 2–0    | 2–2 (k. 3–2) |
| 1995  | Puchar CAF                | 2           | Nigeria                  | Bendel Insurance FC          | 2–0 | 0–1    | 2–1          |
| 1995  | Puchar CAF                | ćwierćfinał | Mali                     | Djoliba Athletic Club        | 1–2 | 2–0    | 3–2          |
| 1995  | Puchar CAF                | półfinał    | Gwinea                   | AS Kaloum Star               | 0–1 | 0–1    | 0–2          |

## Stadion
Domowe mecze klub rozgrywa na stadionie o nazwie Stade Alphonse Massemba-Débat w Brazzaville, który może pomieścić 33 037 widzów.

## Reprezentanci kraju grający w klubie od 1992 roku
Stan na styczeń 2023.
| - Bernadin Akoli - Sidoine Beaullia - Richard Bokatola-Lossombo - Encles Dengaki - Rolf-Christel Guié-Mien - Franchel Ibara - Old Gypter Itoua - Patrick Iwosso - Bernagin Kangou - Japhet Eloi Mankou - Pierre Mbongo | - Edson Dico Minga - Jean-Paul Mongo - Roger Nianga - Patrick Nkombo - Alain-Serge Paddy - Jules Tchimbakala - Tebesset - Kessel Tsiba - Icertain Tsoumou - Jean-Clotaire Tsoumou-Madza - Arsène Yoka |